# Палестра
Палестра (лат. palaestra)  у античком Риму је отворено двориште покривено песком или, ређе, патосано, а понекад је могло да буде и део парка, са базеном за пливање у саставу римских терми или купатила, или без њега.

## Историја
Иако овај архитектонски облик у античком свету порекло води из грчког класичног и хеленистичког периода, од речи гимназијума, палестру не треба увек поистовећивати са гимназијумом (као посебним објектом јер у античком Риму), јер су палестра у античком Риму најчешће била саставни део купатила или терми. 

## Порекло назива
Палестра или  лат. рalаestra  је латинизовани облик грчке речи παλαίστρα настале од глагола παλαίω — рвати се.

## Конструкција и намена
Иако је палестра најчешће била отворено двориште покривено песком или, ређе, патосано, понекад је могло да буде и део и парка.  Палестре су обично биле окружене портицима на једној или више бочних страна, где су се налазиле клупе. 
Садржавала је стазе за трку и камене коморе за одлагање спортске опреме. 
Веће грађевине имале су палестре са базенима за пливање на отвореном (лат. natatio). Из палестре се улазило у аподитеријум и фригидаријум. 
У великим термама палестре су биле повезане са култним просторијама, библиотекама, слушаоницама, табернама, нимфеумима, а у понеким случајевима и са позориштем или амфитеатром.
У римском свету појављују се од 1. века (прво у западним провинцијама царства и Риму), а на Истоку нешто касније. 
Палестре су служиле су за игре лоптом, дизање терета или гимнастичке вежбе.